# Лантьево
Лантьево — деревня в Вологодском районе Вологодской области.
Входит в состав Сосновского сельского поселения, с точки зрения административно-территориального деления — в Сосновский сельсовет.
Расстояние по автодороге до районного центра Вологды — 30,5 км, до центра муниципального образования Сосновки — 11 км. Ближайшие населённые пункты — Починок-1, Ваталино, Мормужево, Левино, Погорелово.
По переписи 2002 года население — 4 человека.